# Chrysaster
Genre
Chrysaster est un genre d'insectes de l'ordre des lépidoptères, de la famille des Gracillariidae et de la sous-famille des Lithocolletinae.

## Liste d'espèces
Selon Catalogue of Life (26 octobre 2013) :
- Chrysaster hagicola Kumata, 1961 - espèce type - Japon, Corée et extrême est de la Russie
- Chrysaster ostensackenella (Fitch, 1859) - Canada (Québec et Nouvelle-Écosse) et États-Unis (Illinois, Kentucky, New York, Maine, Maryland, Michigan, Vermont, Arizona, Massachusetts, Caroline du Nord et Connecticut)

## Publication originale
- (en + de) Tosio Kumata, « Descriptions of a new genus and a new species of Gracillariidae from Japan (Lepidoptera) », Insecta Matsumurana, 北大, vol. 24, no 1,‎ mars 1961, p. 52-56 (ISSN 0020-1804 et 0020-1804, OCLC 1753180, lire en ligne).